# Tre Martiri
(Mario Capelli, Luigi Nicolò e Adelio Pagliarani, pochi istanti prima di essere impiccati.)
Tre Martiri è la denominazione che accomuna i tre partigiani Mario Capelli, Luigi Nicolò e Adelio Pagliarani impiccati il 16 agosto 1944 nella piazza principale di Rimini, a loro intitolata dal 1946. Essi rappresentano il simbolo della Resistenza e dei caduti nella lotta di Liberazione nel territorio della Provincia di Rimini.

## Storia

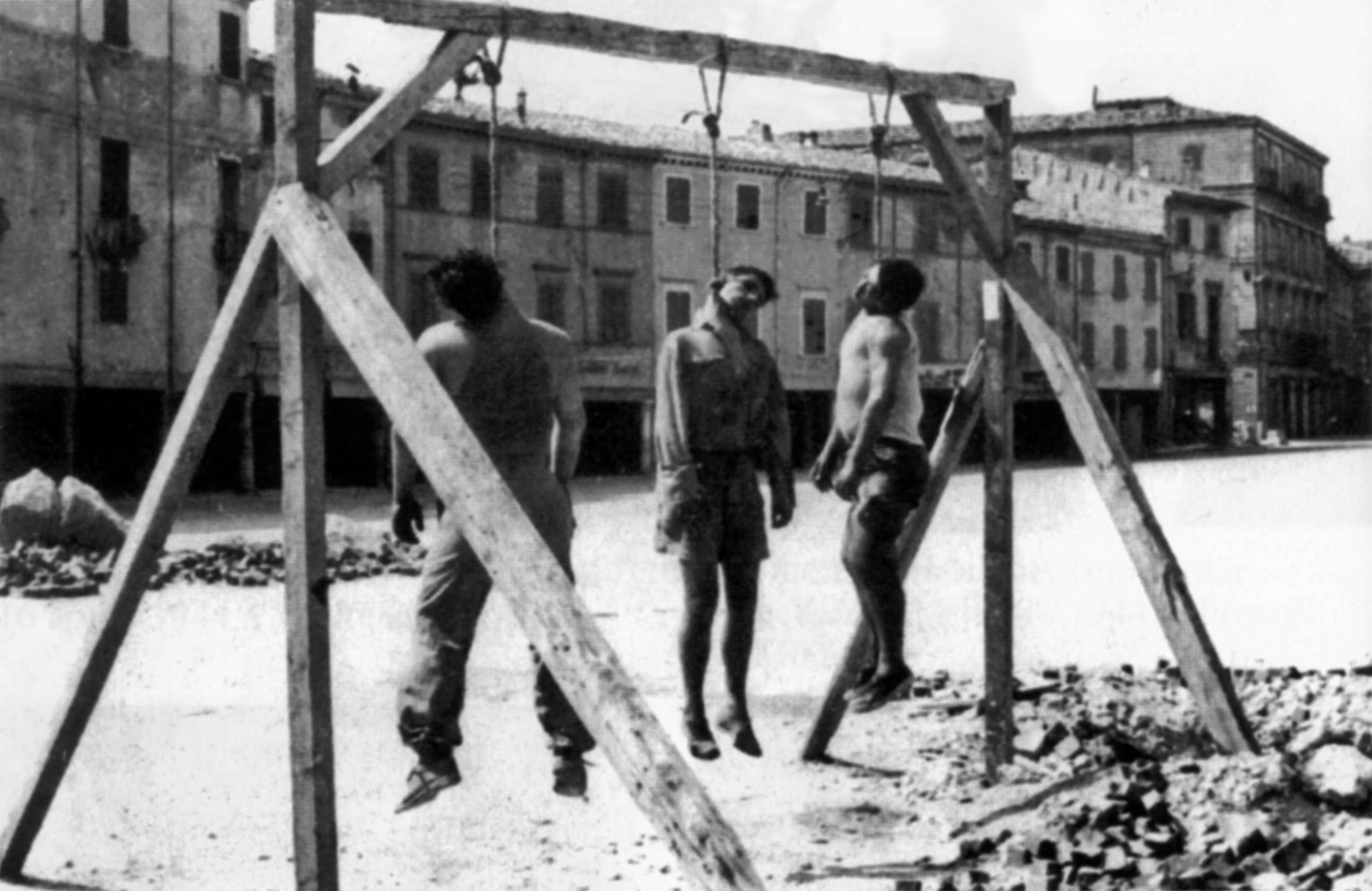
I tre partigiani in Piazza Giulio Cesare

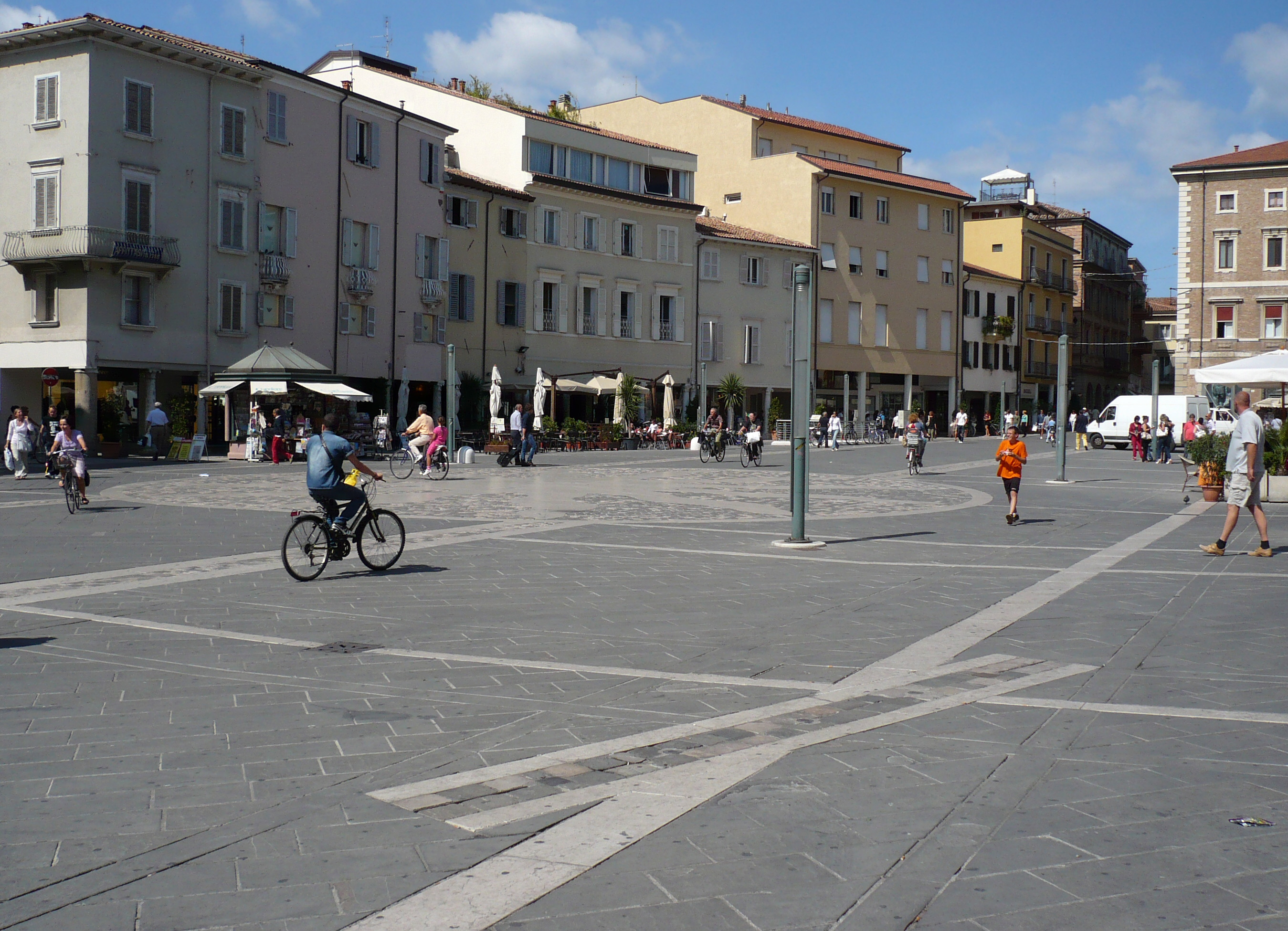
La traccia a terra della forca in Piazza Tre Martiri

I tre giovani partigiani, attivi nella Resistenza riminese sin dai primi giorni successivi all'Armistizio, nell'estate del 1944 facevano parte del medesimo Distaccamento della 29ª Brigata GAP "Gastone Sozzi". Durante un'operazione di sabotaggio a una trebbiatrice, con l'obiettivo di impedire la trebbiatura del grano da consegnare ai nazifascisti, un gappista riminese fu riconosciuto e denunciato.
Catturato, fu costretto sotto tortura a denunciare i compagni di lotta. A causa di queste informazioni i tre partigiani, che avevano come sede operativa la vecchia caserma di Via Ducale, nel centro storico di Rimini, vennero sorpresi dai nazifascisti il 14 agosto, mentre un quarto partigiano che era con loro, Alfredo Cecchetti, si salvò fortunosamente. Imprigionati e torturati, non rivelarono i nomi di loro compagni. Processati da un tribunale tedesco e riconosciuti colpevoli di "ammassamento clandestino di armi e munizioni a fine terroristico e di reati di sabotaggio e attentati contro cose e persone", il 16 agosto vennero condotti in piazza e impiccati alle sette del mattino. Infatti, proprio la mattina del 16 agosto i tre vennero sottoposti a un processo sommario da parte della Corte marziale del 303º reggimento della 162ª divisione di fanteria turkmena presieduta dall’Oberstleutenant Christiani e successivamente controfirmata dal generale Ralph von Heygendorff, comandante della divisione. Nell’avviso pubblico, firmato dal Commissario straordinario Ugo Ughi, si legge che i tre giovani sono stati giudicati colpevoli di «ammassamento clandestino di armi e munizioni a fine terroristico e di reati di sabotaggio e attentati contro cose e persone» e che la loro impiccagione pubblica deve servire di «esempio e di remora a chiunque». L’esecuzione viene affidata ai militari Turkmeni, prigionieri catturati sul fronte russo, divenuti poi ausiliari “volontari” nella Wehrmacht, così che non possa essere attribuita direttamente né ai tedeschi né ai fascisti. I loro corpi vengono lasciati per tutta la giornata appesi ai capestri perché tutti possano vederli, anche quando ormai sono tumefatti sotto il sole cocente e ricoperti di mosche.
L'impalcatura della forca era ancora in piedi in mezzo alle macerie quando un mese dopo, il 21 settembre, le truppe alleate entravano nella città liberandola dai nazifascisti. Il 9 ottobre 1944 la Giunta municipale, nominata dal C.L.N., deliberò di cambiare il nome della piazza Giulio Cesare in piazza Tre Martiri. A seguito dell'intervento di arredo urbano realizzato nel 2000, il luogo ove avvenne l'esecuzione è segnalato a terra dalla proiezione stilizzata della forca, mentre sul muro dell'edificio prospiciente è posta una targa ricordo in bronzo realizzata dallo scultore Elio Morri recante un emblematico capestro in bassorilievo. Una lapide, che ricorda la base partigiana ove avvenne la cattura dei tre giovani, è murata sulla facciata della vecchia caserma in Via Ducale n. 5.

## Arte

### Poesia
- Guido Nozzoli, Elegia dei martiri d'agosto (1944)
- Elio Ferrari, I Tre Martiri (1944)

### Pittura
Demos Bonini, I tre martiri di Piazza Giulio Cesare (1944)
Musica
- Alessio Lega Piazza dei tre martiri (2015)

### Ultime lettere di condannati a morte e di deportati della Resistenza italiana
- Mario Capelli, Lettera ai genitori, scritta in data 16-08-1944.
- Luigi Nicolò, Lettera a Sorella e nipoti, scritta in data 16-08-1944.
- Adelio Pagliarani[collegamento interrotto], Lettera alla Madre, scritta in data 16-08-1944.

Viste in INSMLI, 16 agosto 2009 INSMLI.

### Altri collegamenti
- ANPI Rimini Sito ufficiale
- Banditen Video dedicato ai tre Martiri